# 愛と精霊の家
『愛と精霊の家』（あいとせいれいのいえ、The House of The Spirits）は、1993年のドイツ・デンマーク・ポルトガルのドラマ映画。監督はビレ・アウグスト、出演はメリル・ストリープとジェレミー・アイアンズなど。
南米某国（モデルはチリ）の富農一家の波乱に満ちた50年を豪華スターの共演で描いた壮大な人間ドラマ。原作はイサベル・アジェンデのベストセラー小説『精霊たちの家』。

## ストーリー
1928年、南米某国。富農の名家デル・バレ家の長女ローザが、政界絡みのトラブルに巻き込まれた父セベロの身代わりとなって毒殺される。
未来を予知するなど不思議な能力の持ち主である末娘クララは、姉の死を予知しながら救えなかった悲しみから口をきかなくなった。
一方、婚約者ローザを失った青年エステバンは権力を握ることに全ての情熱を傾け、20年間働きづめで大農場を作り上げる。久しぶりに故郷に戻ったエステバンは成長したクララと再会し結婚、エステバンの姉フェルラと3人で屋敷で暮らし始める。
やがてクララは妊娠し、娘ブランカを出産、エステバンは保守党の議員となる。しかし、この頃からエステバンは次第に独善的になり、ブランカが小作人の息子ペドロと逢瀬を重ねていたことを知るや、ヨーロッパのうさん臭い貴族との結婚を強要させたり、実の姉フェルラも追い出してしまう。
クララの死後、時代は大きくうねり始め、軍部が政権を掌握した。そんな中、ブランカはペドロと再会するが、軍事政権に逮捕されてしまう。ペドロは反政府組織のリーダーになっていたため、その居場所を白状させようと軍事政権はブランカを拷問する。
エステバンの奔走でペドロは国外へ脱出、ブランカは釈放される。親娘はここへ来てようやく互いに許し合うのだった。

## キャスト
※括弧内は日本語吹替
- クララ・デル・バレ・トルエバ - メリル・ストリープ（一柳みる）
  - 少女時代 - ジェーン・グレイ（大谷育江）
- エステバン・トルエバ - ジェレミー・アイアンズ（池田勝）
- ブランカ・トルエバ - ウィノナ・ライダー（佐々木優子）
- ペドロ・セグンド - アントニオ・バンデラス（羽賀研二）
- フェルラ・トルエバ - グレン・クローズ（山田礼子）
- トランジート - マリア・コンチータ・アロンゾ
- エステバン・ガルシア - ヴィンセント・ギャロ
- セベロ・デル・バレ - アーミン・ミューラー＝スタール（岩田安生）
- ニベア・デル・バレ - ヴァネッサ・レッドグレイヴ
- ローザ・デル・バレ - テリー・ポロ

## 評価
ドイツ内外の映画賞で数々の賞を受賞している。
その一方で批評家の評価はは芳しくなく、Rotten Tomatoesによれば、38件の評論のうち高評価は32%にあたる12件で、平均点は10点満点中4.8点、批評家の一致した見解は「うらやましいほどの豪華俳優陣が『愛と精霊の家』では全て嘆かわしいほどにミスキャストで、充分な魔法やリアリズムに乏しい摩訶不思議なリアリズムの退屈なサーガになっている。」となっている。